# Daniel Horvath
Daniel Horvath (Kírovsk, Múrmansk, 25 de gener de 1989) és un actor rus d'ascendència hongarès-jueu., nascut a Rússia però format i resident a Barcelona. Ha participat en diferents llargmetratges i sèries televisives.

## Biografia
La seva mare, Valentina Horvath, havia nascut a Budapest, Hongria i el seu pare, Andrey Panchenko, a Rússia.
Amb 19 anys, ja havia col·laborat al programa Toma Cero y a Jugar de Telecinco amb David Muro i poc després va encarnar, en la sèrie Aída de la mateixa cadena, el personatge de Henrik (un noi suec). L'any 2010 va participar en la sèrie de la RTV de Catalunya La Riera donant vida al personatge de Dimitri.
Durant la seva segona etapa acadèmica a la ciutat comtal, va estudiar interpretació en l'Acadèmia d'Art Dramàtic Nancy Tuñon. Aquests estudis li van permetre l'any 2014 que es traslladés a Los Angeles (EUA) per tal de començar a treballar amb Larry Moss.
Al llarg del mateix any, va col·laborar en el llargmetratge Kamikaze d'Àlex Pina i, més tard, en el Projecte Lazarus de Mateo Gil.
L'any 2015, va ser convidat al Festival de Cinema de Canes on va presentar el curtmetratge Washakie y el chico de las manos mojadas, on apareixia com a protagonista; dirigit per Eric Monteagudo i Orió Peñalver amb el paper de Dan Vaquer.
El setembre del mateix any, va participar com a jurat internacional en el FILMETS Badalona Film Festival, juntament amb Isona Passola, presidenta de l'Acadèmia del Cinema Català.
L'any 2016 participà en la sèrie del canal de televisió Antena 3 Buscando el Norte i en el llargmetratge Amaranth, dirigida per Mark Schoonmaker.

## Filmografia

### Televisió
| Any  | Títol             | Cadena    | Notes      |
| ---- | ----------------- | --------- | ---------- |
| 2013 | Aída              | Telecinco | 1 episodi  |
| 2014 | La Riera          | TV3       | 3 episodis |
| 2016 | Buscando el norte | Antena 3  | 4 episodis |

### Pel·lícules
| Any  | Títol                                    | Director                       | Notes              |
| ---- | ---------------------------------------- | ------------------------------ | ------------------ |
| 2014 | Kamikaze                                 | Álex Pina                      | Paper Secundari    |
| 2015 | Washakie y el chico de las manos mojadas | Eric Monteagudo, Orió Peñalver | Paper Protagonista |
| 2015 | Encounter with a Mirror                  | Germán de Diego                | Paper Protagonista |
| 2016 | Projecte Llàtzer                         | Mateo Gil                      | Paper Secundari    |
| 2016 | Savant                                   | Javi Araguz                    | Paper Secundari    |
| 2016 | Framed                                   | Marc Martínez Jordán           | Paper Protagonista |
| 2017 | Amaranth                                 | Mark Schoonmaker               | Paper Secundari    |
| 2019 | Paradise Hills                           | Alice Waddington               | Paper Secundari    |
| 2019 | Ventajas de viajar en tren               | Aritz Moreno                   | Paper Secundari    |
| 2022 | El fred que crema                        | Santi Trullenque               | Paper Secundari    |

### Teatre
- The Time and Conways, dirigida per J.B.Priestley (2013)

### Curtmetratges
- En el nom d'una mort. UAB (2009)
- Magic Powder. ESCAC (2010)
- Unstable. Universitat Internacional de Catalunya (2010)
- GIFT “lover”. UACE (2010)
- The bill calls all doors. ESCAC (2011)
- The Devil's Advocate. paper – Attorney Moises. ESCAC (2012)
- Section 8 – driver. ESCAC (2012)
- Jimmy Karont. ITES (2012)
- Hamlet. Bande a part. (2013)